# Aria (Navarra)
Aria es un municipio español de la Comunidad Foral de Navarra, situado en la Merindad de Sangüesa, en la comarca de Auñamendi, en el valle de Aézcoa y a 60,5 km de la capital de la comunidad, Pamplona. Su población en 2024 fue de 47 habitantes (INE).
Sus habitantes se han dedicado tradicionalmente a la agricultura (atata, forraje para el ganado, cereal…) y a la ganadería (vaca pirenaica, oveja y yegua), actividades ambas en declive, lo que ha provocado un acusado descenso de la población en los últimos 50 años.
Arquitectónicamente está formado por casas familiares formadas por una planta de vivienda, cuadra para el ganado y desván para almacenar el forraje. Destacan los tejados de pendiente pronunciada debido a las abundantes nevadas, siendo algunos de ellos de cuatro aguas. También se pueden encontrar varios hórreos, que son pequeñas construcciones sostenidas sobre pilares rematados por piedras circulares destinados antiguamente al almacenamiento de grano.
Algunos de sus vecinos mantienen vivo el dialecto del euskera propio del valle (llamado aquí aezkera), en grave riesgo de desaparición. Su gentilicio es ariatarra, tanto en masculino como en femenino.

## Toponimia
El nombre de esta localidad está documentado desde 1350. Siempre se ha llamado Aria, no existiendo otras variantes conocidas ni llamándose la localidad en lengua vasca de otra manera. Su significado etimológico es desconocido, aunque algunos filólogos lo han relacionado con area (arena en vasco).

## Demografía
Aria cuenta con una población de 47 habitantes (INE 2024).
| Gráfica de evolución demográfica de Aria entre 1842 y 2021                                                          |
| |
| Población de derecho según los censos de población del INE Población de hecho según los censos de población del INE |